# 貝林鄉 (科瓦斯納縣)

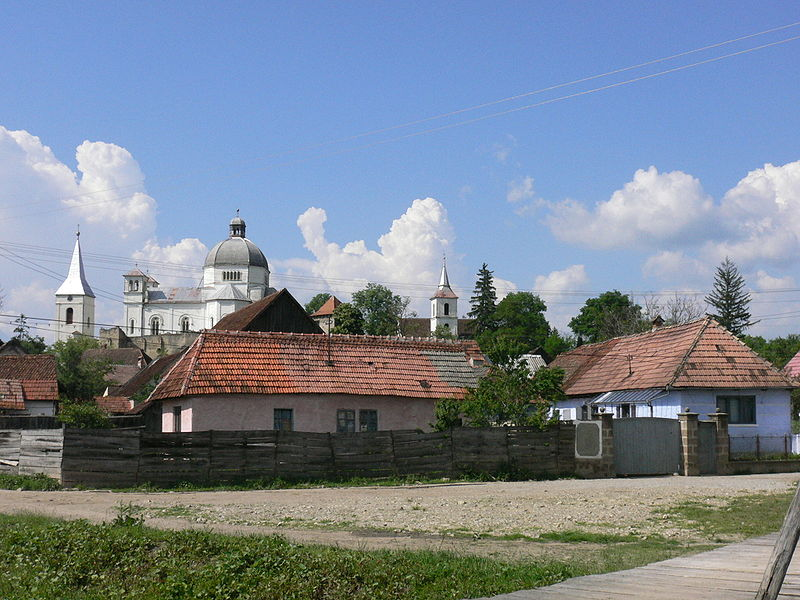

45°56′0″N 25°34′0″E / 45.93333°N 25.56667°E
貝林鄉（羅馬尼亞語：Comuna Belin, Covasna），是羅馬尼亞的鄉份，位於該國中部，由科瓦斯納縣負責管轄，面積71平方公里，海拔高度528米，2007年人口2,723，人口密度每平方公里39人。